# Michael Trulsen
Michael Trulsen (Fredrikstad, 28 dicembre 1989) è un calciatore norvegese, attaccante del Lisleby.

## Carriera

### Club

#### Fredrikstad
Trulsen iniziò la carriera con la maglia del Fredrikstad, squadra della sua città natale. Debuttò nella prima squadra in data 30 luglio 2008, in un match valido per l'edizione annuale della Coppa di Norvegia: subentrò infatti ad Andreas Tegström nel 5-2 inflitto al Løv-Ham. L'esordio nell'Eliteserien, invece, fu datato 24 agosto dello stesso anno: giocò infatti da titolare nel pareggio per 1-1 sul campo dello HamKam. In due stagioni con il Fredrikstad, fu impiegato in 13 incontri (9 nella massima divisione e 5 nelle coppe).

#### Sarpsborg 08
Nel 2010, passò al Sarpsborg 08: esordì per il nuovo club il 5 aprile, nella sconfitta per 2-1 in casa del Løv-Ham. L'11 aprile arrivò la prima rete, contro la sua ex squadra del Fredrikstad: la sua marcatura fissò il punteggio sul definitivo 3-0. Contribuì alla promozione del club nell'Eliteserien, per la prima volta nella sua storia.

#### Nybergsund-Trysil e serie minori
Il 26 agosto 2011 firmò un contratto fino al termine della stagione con il Nybergsund-Trysil. Debuttò in squadra il 28 agosto successivo, quando fu titolare nella sconfitta casalinga per 0-1 contro il Mjøndalen. Non riuscì a salvare il club dalla retrocessione nella 2. divisjon. Il calciatore si trasferì poi allo Østsiden. Dal 2014 venne ingaggiato dal Lisleby.

## Statistiche

### Presenze e reti nei club
Statistiche aggiornate al 3 aprile 2012.
| Stagione            | Club                | Campionato          | Campionato | Campionato | Coppe nazionali | Coppe nazionali | Coppe nazionali | Coppe continentali | Coppe continentali | Coppe continentali | Supercoppe | Supercoppe | Supercoppe | Totale | Totale |
| Stagione            | Club                | Comp                | Pres       | Reti       | Comp            | Pres            | Reti            | Comp               | Pres               | Reti               | Comp       | Pres       | Reti       | Pres   | Reti   |
| ------------------- | ------------------- | ------------------- | ---------- | ---------- | --------------- | --------------- | --------------- | ------------------ | ------------------ | ------------------ | ---------- | ---------- | ---------- | ------ | ------ |
| 2008                | Fredrikstad         | ES                  | 4          | 0          | CN              | 2               | 0               | -                  | -                  | -                  | -          | -          | -          | 6      | 0      |
| 2009                | Fredrikstad         | ES                  | 5          | 0          | CN              | 2               | 0               | UEL                | 1                  | 0                  | -          | -          | -          | 8      | 0      |
| Totale Fredrikstad  | Totale Fredrikstad  | Totale Fredrikstad  | 9          | 0          |                 | 4               | 0               |                    | 1                  | 0                  |            | -          | -          | 14     | 0      |
| 2010                | Sarpsborg 08        | 1D                  | 28         | 3          | CN              | 1               | 0               | -                  | -                  | -                  | -          | -          | -          | 29     | 3      |
| gen.-ago. 2011      | Sarpsborg 08        | ES                  | 7          | 0          | CN              | 4               | 0               | -                  | -                  | -                  | -          | -          | -          | 11     | 0      |
| Totale Sarpsborg 08 | Totale Sarpsborg 08 | Totale Sarpsborg 08 | 35         | 3          |                 | 5               | 0               |                    | -                  | -                  |            | -          | -          | 40     | 3      |
| ago.-dic. 2011      | Nybergsund-Trysil   | 1D                  | 2          | 0          | CN              | -               | -               | -                  | -                  | -                  | -          | -          | -          | 2      | 0      |
| 2012                | Østsiden            | 2D                  | 0          | 0          | CN              | 0               | 0               | -                  | -                  | -                  | -          | -          | -          | 0      | 0      |
| Totale              | Totale              | Totale              | 46         | 3          |                 | 9               | 0               |                    | 1                  | 0                  |            | -          | -          | 56     | 3      |